# Appasandra, Kolar
Appasandra là một làng thuộc tehsil Kolar, huyện Kolar, bang Karnataka, Ấn Độ.